# Gopsmor

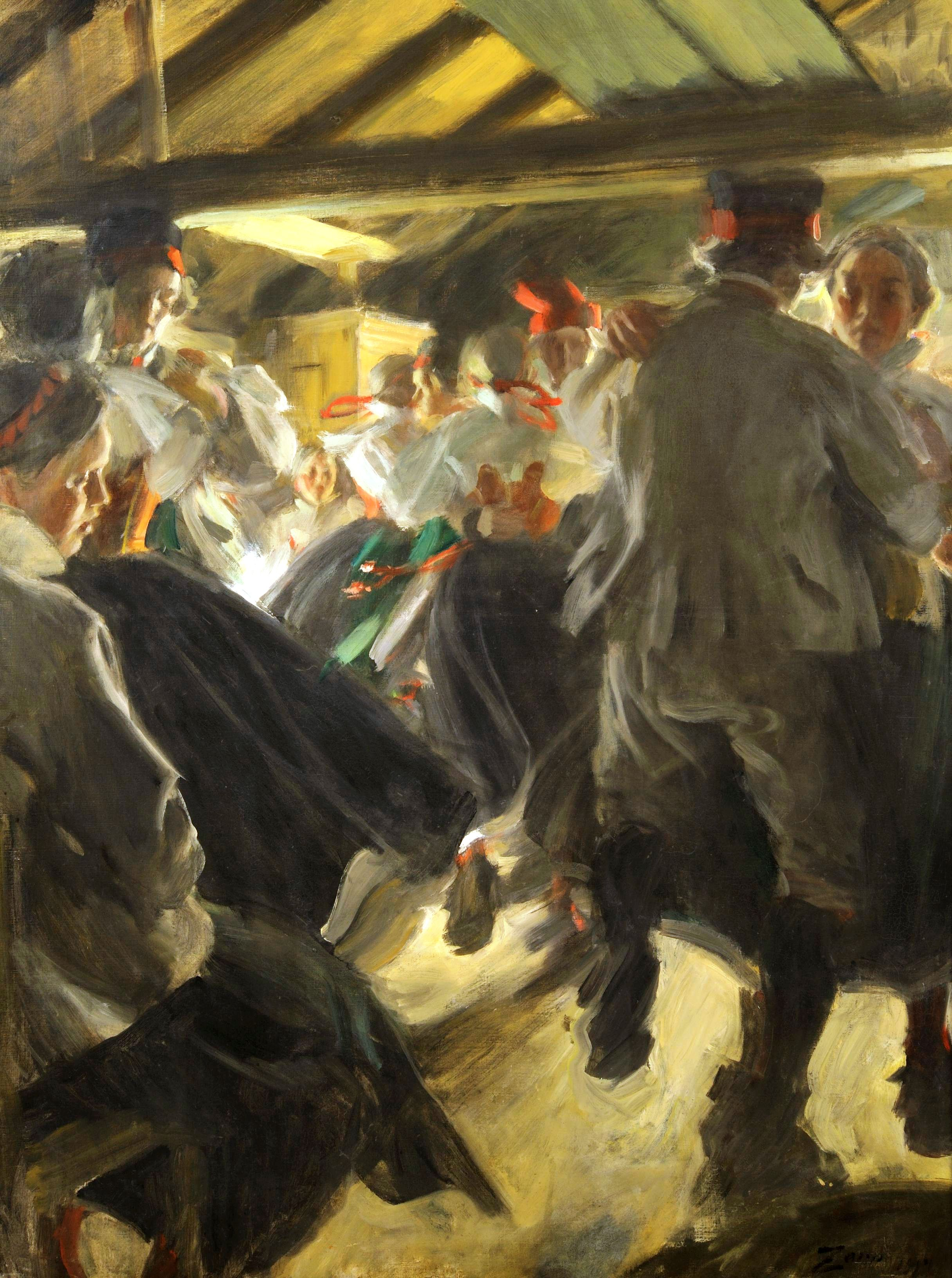
Anders Zorns målning Dans i Gopsmorstugan.

Gopsmor är ett område vid Österdalälven, som ingår i Zornsamlingarna. Det är en rekonstruktion av ett område som Anders Zorn köpte i början av 1900-talet. Han flyttade dit timmerhus och bodde där då han ville ha lite mer lugn, och leva lite mer primitivt än i Zorngården. Dans i Gopsmorstugan (1914) är ett av de konstverk som kom till där. 
Det ursprungliga Gopsmorområdet ligger numera under vatten efter tillkomsten av Spjutmo kraftverk 1970, men husen återuppbyggdes på en liknande plats, i Älvdalens kommun, nära vägen till Mora. Det är ett friluftsmuseum som är öppet för allmänheten i juli månad.